# كاثرين ونايت
كاثرين ونايت (بالإنجليزية: Katherine Knight؛ بالسويدية: Katherine Knight) هي مجرمة أسترالية وسويدية، ولدت في 24 أكتوبر 1955 في تنترفيلد (أستراليا) في أستراليا.